# جدایی (فیلم ۱۹۹۷)
جدایی (به هندی: Judaai)فیلمی محصول سال ۱۹۹۷ و به کارگردانی راج کانوار است. در این فیلم بازیگرانی همچون سری دوی، آنیل کاپور، اورمیلا ماتوندکار، پارش راوال، سعید جعفری، فریده جلال، جانی لور، قادر خان، پونام دیلون ایفای نقش کرده‌اند.